# 区域市政局

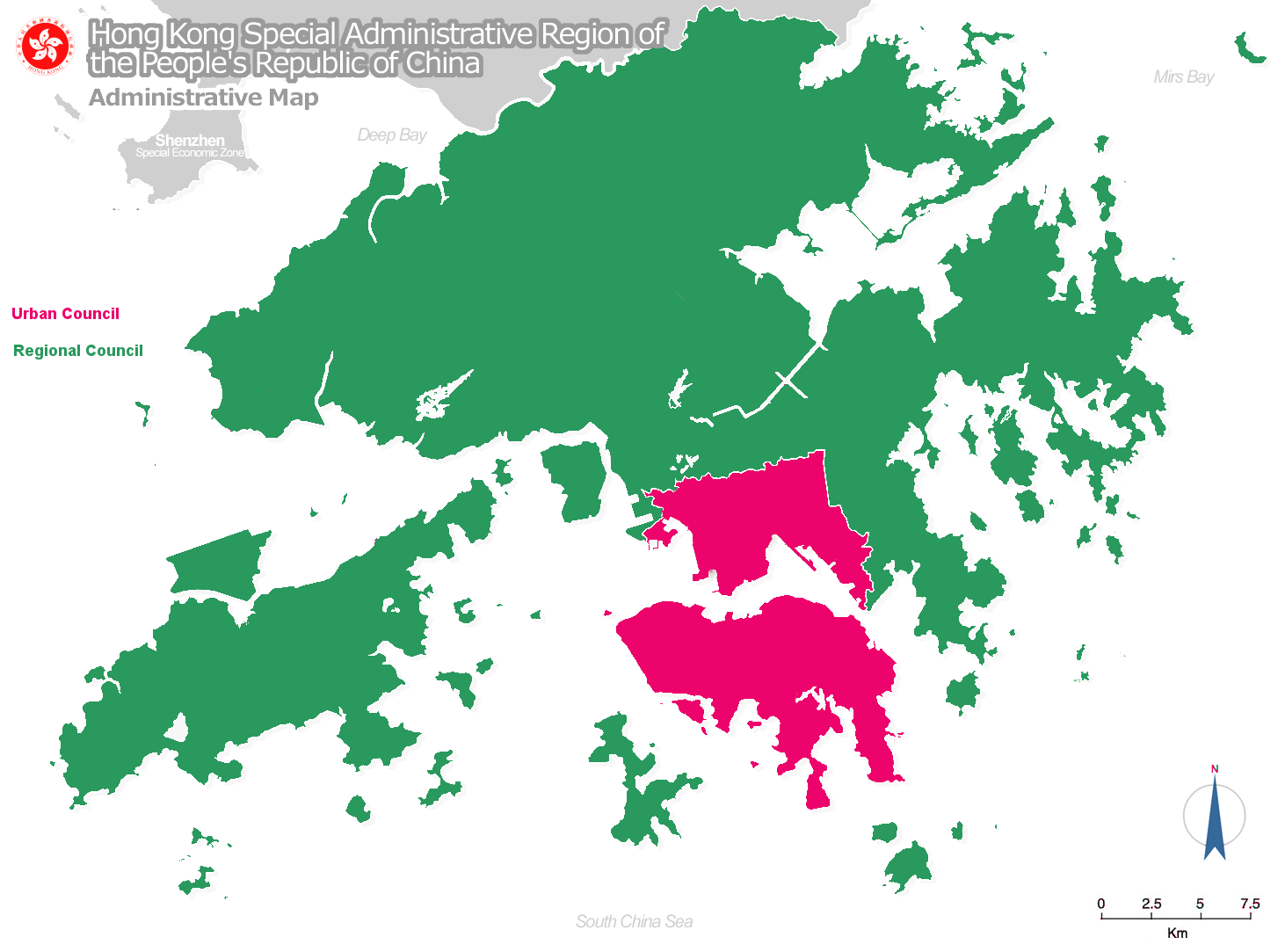
区域市政局の管轄区域(緑色)

区域市政局（くいきしせいきょく、Regional Council）は、香港の新界を代表する地方議会組織である。1986年から1999年末まで存在した。それ以前より、香港島および九龍地区を代表する市政局が存在した。戦後、共産化した中国本土からの人口流入や経済発展により市街地が拡大するまで、新界では一般の香港住民が少なく、新界原居民の郷村ばかりであった。しかし、1970年代より、香港政庁は民主化を検討し始め、1980年代、区議会に続いて、区域市政局を新設した。
区域市政局には、原居民の議会組織である郷議局の正副主席（計3名）が当然（兼職）議員として議員ポストを確保していた。